# Grindadráp

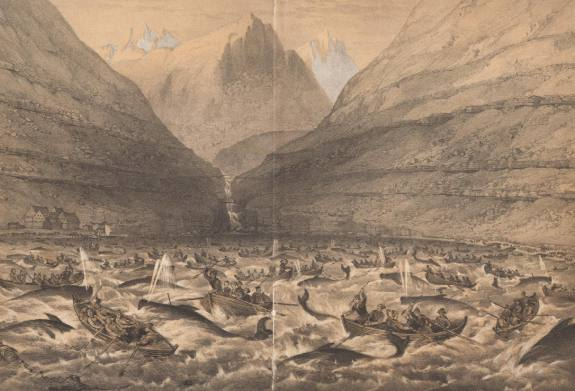
Grindadráp i Vestmanna den 17 juni 1854.

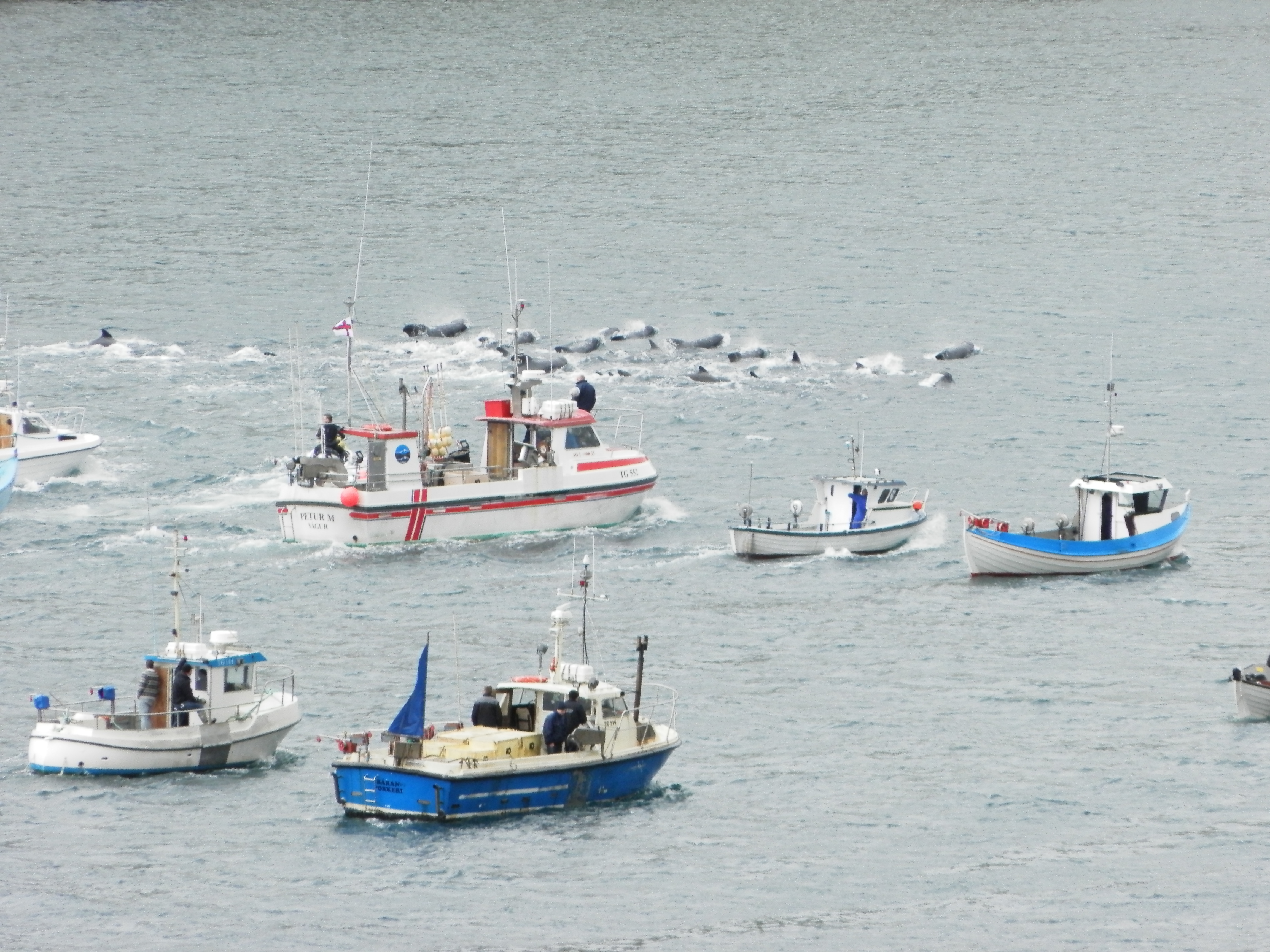
Valfångstbåtar, augusti 2012.

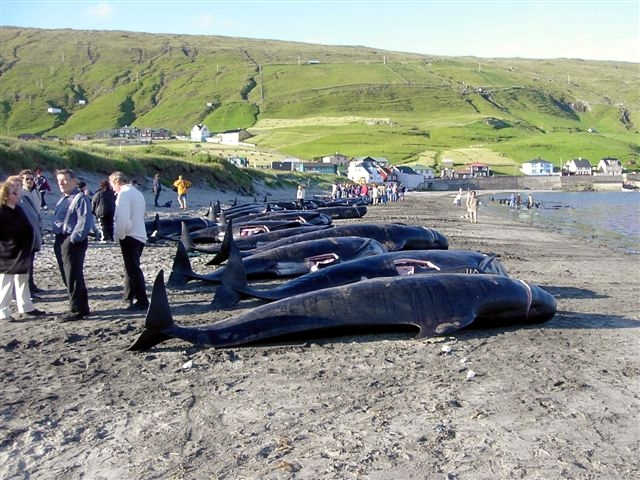
Grindadráp i Hvalba den 11 augusti 2002).

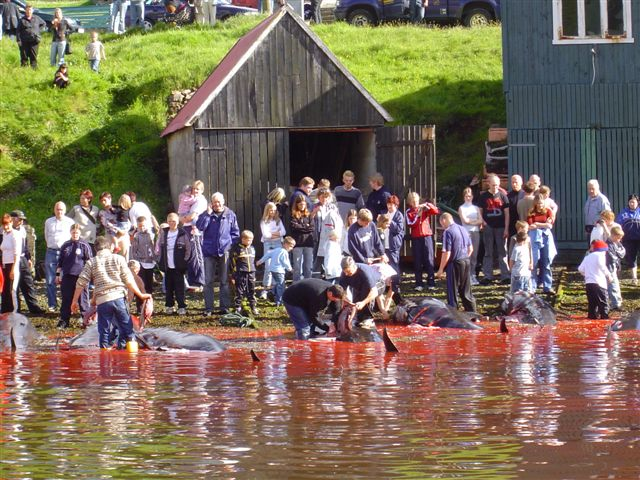
Grindadráp i Vágur den 28 juni 2004.

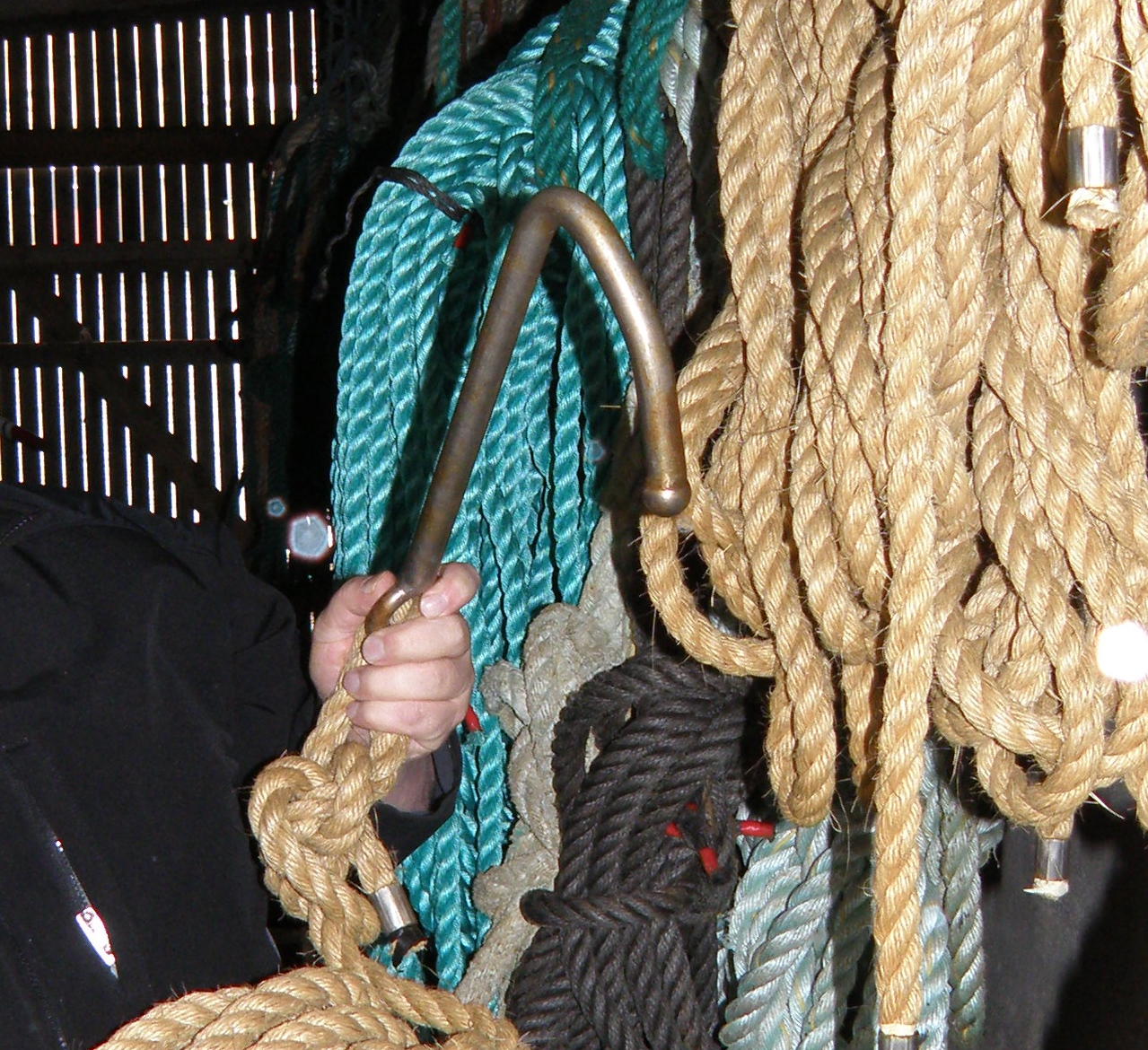
Blásturongul med rep. Det används genom att man sätter blásturongulet i valens blåshål och sedan med hjälp av det i blásturongulet fastbundna repet drar valen längre upp på stranden.

Grindadráp  (IPA: [ˈgɹɪndaˌdrɔap]) är fångsten av vandrande valar, framför allt långfenade grindvalar (Globicephala melaena), på Färöarna.
Flockar av grindvalar simmar i juli och augusti förbi Färöarna på väg mot fiskevatten vid Svalbard och norrut. På Färöarna har sedan medeltiden valar vid dessa tillfällen fångats av lokala fångstlag för att få kött och för att utvinna tran ur späcket. Numera dödas omkring 800 valar i genomsnitt om året.

## Fångstteknik
Fångstmännen omringar grindvalarna med en stor halvcirkel av båtar. Valarnas navigationssystem störs genom att buller skapas på havsytan med exempelvis stenar och fångstmännen driver därefter de skrämda valarna in i en av myndigheterna  i förväg godkänd bukt eller en vik. När de kommer nära land och strandar, blir valarna antingen dödade med ett knivförsett spjut ("mønustingari") eller ytterligare forslade upp på stranden med hjälp av rep och en krok ("blásturongul") i valens blåshål och slaktade där. Spjutet sticks ned i valen strax bakom blåshålet, så att den träffar ryggmärgen och avlivar valen. Även om flertalet valar slaktas på land, färgas vattnet rött.

## Lagstiftning
Valfångsten nämns redan i lagen Fårbrevet (färöiska: Seyðabrævið) från 1298, som var en del av Gulatingslagen. Fångsten är strikt reglerad och övervakas av den lokala sysselmannen, motsvarande en lokal polismästare. Omkring 950 grindvalar slaktas årligen, huvudsakligen under sommarmånaderna. Fångsten organiseras utan kommersiellt syfte av de olika tätorterna.
Alla kan delta, men från och med 2015 skall deltagarna – enligt 2013 års Grindelov – ha genomgått en kurs. Fångsten delas lika mellan mantalsskrivna i socknen. Sysselmannen bestämmer om fångsten skall fördelas i en eller flera bygder.

## Legalitet
Valfångst av detta slag är inte tillåtet inom Europeiska Unionen enligt ett direktiv från 1992. Färöarna står dock utanför EU, och behöver inte tillämpa EU-direktiv av detta slag. Föröarnas självstyre omfattar fångst av grindvalar inom en gräns på 200 sjömil. Inga internationella konventioner täcker heller fångst av valar av de arter som fångas på Färöarna.

## Godkända lokaler för grindadráp
- Norðoyar
  - Klaksvík
  - Viðvík
  - Hvannasund
- Eysturoy
  - Fuglafjørður
  - Funningsfjørður
  - Syðrugøta
  - Norðragøta
  - Norðskáli
- Streymoy
  - Torshamn
  - Leynar
  - Vestmanna
  - Hvalvík
  - Tjørnuvík
- Vágoy
  - Miðvágur
  - Bøur
  - Sandavágur
- Sandoy
  - Sandur
  - Húsavík
- Suðuroy
  - Øravík
  - Trongisvágur
  - Hvalba
- Vágur
  - Fámjin

## Protestaktioner 2014 och 2015
Organisationen Sea Shepherd Conservation Society har fört kampanjer mot den färöiska grindvalsfångsten. I juni 2014 anlände aktivister till Färöarna och höll vakt vid alla godkända strandningsplatser. De sade sig aktivt vilja förhindra att en enda grindval skulle dödas sommaren 2014, vilket ledde till en stor debatt på Färöarna. Det blev endast ett grindedrap under den tid Sea Shepherd-aktivister uppehöll sig på Färöarna, nämligen den 30 augusti i Sandur, där 35 valar slaktades, efter det att polisen och den danska kustbevakningen hade arresterat aktivister, vilka hade vadat ut i havet for att jaga ut valarna igen. 
Debatten fortsatte efter det att Sea Shepherd hade lämnat Färöarna i oktober 2014. Ministern för fiskeriärenden, Jacob Vestergaard, ansåg att de som hade stört grindedrab hade fått ett alltför milt straff. Han lade fram en ny grindelov för Lagtinget, som godkände förslaget. Det innebar högre böter, på upp till 25.000 danska kronor för den som bröt mot lagen.
I juni 2015 återkom Sea Shepherd till Färöarna och lyckades få stor internationell mediauppmärksamhet efter två grindedrab; den 23 juli 2015 i Bøur och i Tórshavn. Fem personer från Sea Shepherd dömdes till böter den 7 augusti för brott mot grindeloven.